# Mark Plaatjes
Mark Plaatjes (Joanesburgo, 2 de junho de 1962) é um ex-fundista norte-americano nascido na África do Sul, campeão mundial da maratona. 
Nascido na África do Sul do Apartheid, ele disputou e venceu corridas de rua e provas de cross-country nacionais nos anos 1980, e em 1985, em Port Elizabeth, venceu uma maratona com um dos tempos mais rápidos do mundo até aquela época, 2:08:58. Porém, impedido de participar de competições internacionais e dos Jogos Olímpicos de Los Angeles 1984 e Seul 1988 pelo boicote esportivo sofrido pelo país graças à política racial, em 1988 ele solicitou asilo político nos Estados Unidos, declarando que "não queria que minha filha crescesse num país onde se sentisse inferior".
Em março de 1991 venceu a Maratona de Los Angeles. Mesmo vivendo e competindo nos EUA, não pode participar dos Jogos de Barcelona 1992 pois seu requerimento de nova cidadania ainda não tinha sido autorizado. Chegando em sexto lugar na Maratona de Boston de 1993, ele foi selecionado provisoriamente – pendente a cidadania – para representar o país no Campeonato Mundial de Atletismo em Stuttgart, Alemanha, em agosto daquele ano. Em julho finalmente tornou-se cidadão norte-americano, três semanas antes do campeonato. Em Stuttgart,  representando os Estados Unidos, Plaatjes venceu a maratona em 2:13:57, tornando-se o primeiro norte-americano a conquistar a medalha de ouro numa prova de longa distância no campeonato mundial.
Encerrou a carreira e vive em Boulder, Colorado, onde é técnico num clube de corridas local e tem uma loja de artigos para corridas, Motion Running, com a esposa.